# Convenção Batista do Sul
A Convenção Batista do Sul (CBS) é uma denominação cristã evangélica estadunidense de igrejas batistas, majoritariamente do sul, sediada em Nashville, Tennessee. Por ser uma organização evangélica, é também em grande parte conservadora.
A Convenção Batista do Sul foi fundada em maio de 1845 em Augusta, Geórgia, por causa da posição abolicionista adotada pela Convenção Trienal (hoje Igrejas Batistas Americanas EUA) ao proibir missionários escravistas na sociedade missionária, em oposição a escravidão no sul do país.
As igrejas da Convenção Batista do Sul põem grande ênfase na experiência pessoal do indivíduo em sua conversão ou "novo nascimento", e isso inclui a imersão total do indivíduo adulto, ou adolescente, em um corpo d'água para o batismo, rejeitando completamente o batismo infantil e rebatizando aqueles novos convertidos que receberam tal batismo na infância. Daí, as estatísticas do quadro de membros não incluem bebês, ou crianças que não receberam o batismo por escolha própria, por crer. As igrejas da Convenção são evangélicas na doutrina e prática. Crenças específicas baseadas na interpretação bíblica podem variar de alguma forma, devido ao sistema de liderança da congregação, que dá autonomia às igrejas batistas locais individualmente.
Historicamente, líderes batistas tiveram um papel principal em encorajar a liberdade de consciência religiosa e a separação Igreja-Estado para libertar a autonomia e autoridade da Igreja.
Desde os anos 40, as igrejas da Convenção se espalharam para todos os estados e perderam um pouco de sua identidade regional. Ainda que continuem fortemente concentradas no sul estadunidense, a Convenção tem igrejas-membros em todo o país, e possui 42 convenções estaduais afiliadas. A Convenção pertencia à Aliança Batista Mundial até 2004, mas por questões pequenas doutrinárias, se apartou desta, embora mantenha diálogo permanente e cooperação com outras convenções filiadas à Aliança Mundial. Nesta mesma época, as igrejas que questionaram o fundamentalismo da Convenção Batista do Sul fundaram outra convenção, ainda ligada à Aliança Batista Mundial.

## História

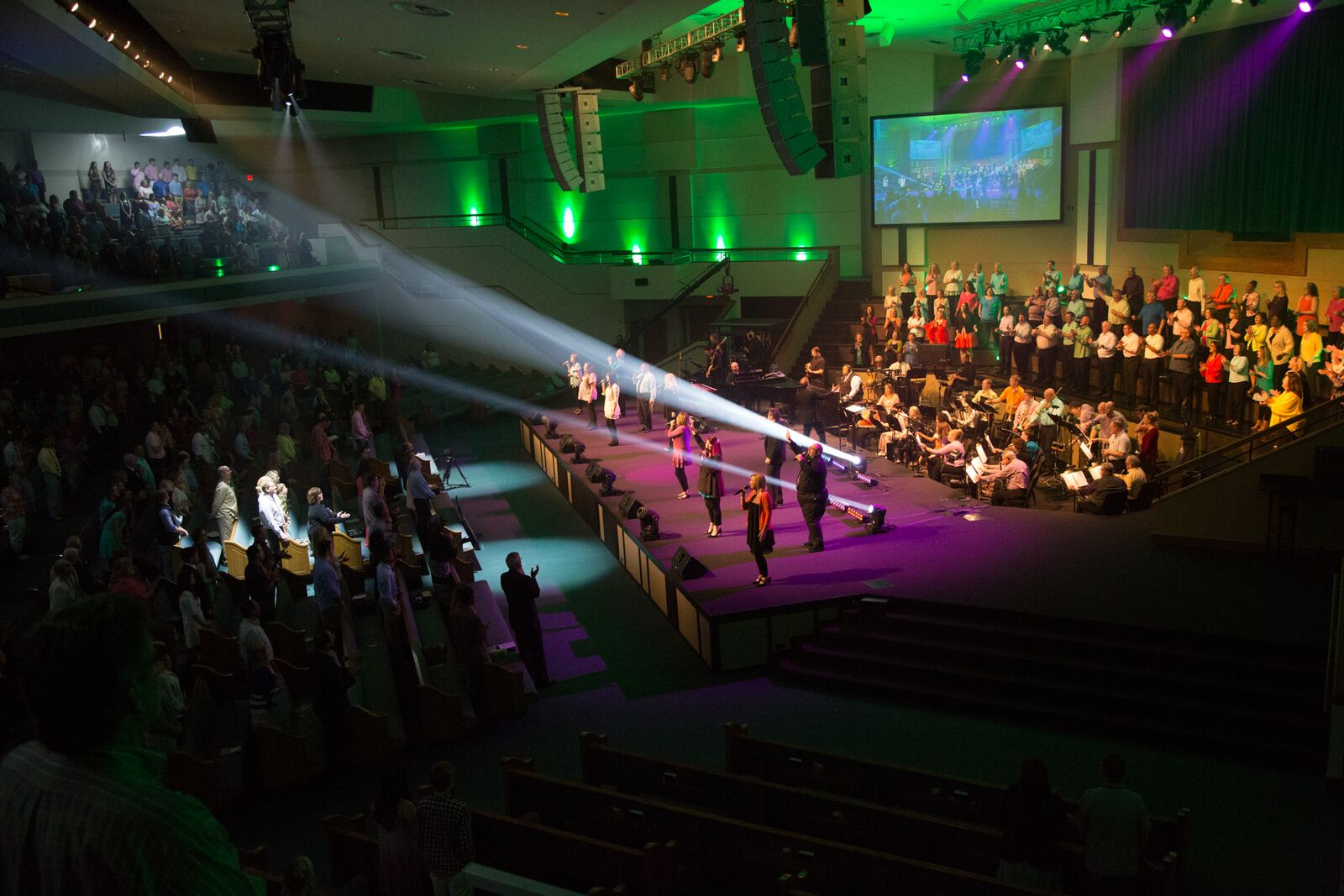
Serviço na Grace Baptist Church em Knoxville, afiliada à Convenção, 2016.

### Chegada na América
Os primeiros colonos puritanos batistas nas Colônias da Nova Inglaterra vieram majoritariamente da Inglaterra, alguns de Gales, no início do século XVII, quando os reis e as autoridades anglicanas da Igreja da Inglaterra perseguiam os puritanos pelas suas visões teológicas diferentes. Ministros batistas como Roger Williams e John Clarke imigraram para Nova Inglaterra na década de 1630.
A igreja batista mais antiga no sul foi a Primeira Igreja Batista de Charleston, na Carolina do Sul, organizada em 1682, sob a liderança do Reverendo William Screven. Uma igreja batista foi formada na colônia de Virgínia em 1715 através da pregação de Robert Norden, e várias outras na Carolina do Norte em 1727 pela liderança do ministro local Paul Palmer, ligada mais ao norte do país. Por volta de 1740, havia cerca de oito igrejas batistas nas colônias das Carolinas e da Virgínia, com uma estimativa de 300 a 400 membros.
Na Virgínia e na maioria das colônias sulitas, antes da Revolução Americana, a Igreja da Inglaterra (anglicana) era a igreja oficial, apoiada pelas taxas em geral, assim como era na Grã-Bretanha. Ela se opôs ao crescimento rápido dos batistas no sul. Particularmente na Virgínia, muitos pregadores batistas foram processados por "perturbar a paz" ao pregar sem licenças da igreja estatal. Tanto Patrick Henry quanto James Madison defendiam pregadores batistas anteriores à Revolução Americana em casos considerados significantes à história da liberdade religiosa. Madison, mais tarde, levou suas ideias sobre a importância da liberdade religiosa à Convenção Constitucional, onde ele assegurou que fossem incorporadas à Constituição. Uma vez começada a Revolução, os batistas logo se tornaram patriotas ativos na causa.

### Fundação
Em meados dos anos 1800, numerosas diferenças sociais, culturais, econômicas e políticas existiam entre os negociantes abolicionistas do norte, fazendeiros do oeste, e plantadores escravistas do sul.
Em 1845 essas diferenças levaram a controvérsias na Convenção Trienal a respeito da escravatura. A questão da escravidão era a questão mais crítica nos Estados Unidos, especialmente entre os batistas. No início, os batistas e metodistas do sul, antes da Revolução, tinham promovido a visão de igualdade do homem comum perante Deus, o que incluía afro-americanos. Eles desafiaram as hierarquias de classe e raça, e insistiam que os plantadores abolissem a escravidão.
Líderes batistas lutaram para ganhar um ponto de apoio no sul escravista. Entretanto, a geração seguinte de pregadores batistas do sul se acomodaram à sociedade. Ao invés de desafiar as pessoas sobre a escravidão, estes começaram a interpretar a Bíblia como apoiando essa prática. Nas duas décadas após a Revolução, os pregadores sulistas abandonaram seus apelos de que escravos fossem libertados de seus donos (alforria). Muitos destes pregadores do sul até mesmo queriam preservar os direitos dos ministros de serem donos de escravos.
A Convenção Trienal reafirmou sua neutralidade em relação à escravidão, para evitar possíveis divisões. A Associação Batista da Geórgia decidiu testar a neutralidade da organização, ao recomendar um dono de escravos sulista à Sociedade Batista Americana de Missões Domésticas como missionário. O quadro diretor da Sociedade recusou apontar um dono de escravos como missionário.
Após o acontecimento, a maioria das igrejas do sul voluntariamente se separaram da Convenção Trienal, vendo como uma decisão que violavam os seus direitos. Delegados se encontraram na Primeira Igreja Batista em Augusta, Geórgia, em maio de 1845, para fundar independentemente uma nova convenção: a Convenção Batista do Sul. Eles elegeram William Bullein Johnson (1782-1862) como o primeiro presidente, que também havia servido como presidente da Convenção Trienal em 1841.
A Convenção Trienal seguiu uma estrutura governamental mais solta, composta de igrejas locais, associações regionais e convenções estaduais que pagavam valores anuais, com cada sociedade da Convenção geralmente focada num único ministério, como é até os dias atuais nas Igrejas Batistas Americanas. A Convenção do Sul, contrariamente, preferiu uma organização mais centralizada de igrejas padronizadas por suas associações regionais, com uma variedade de ministérios trazidas sob a direção de uma organização denominacional, uma característica mais próxima da política eclesiástica batista britânica. Em 1964, Addie Davis tornou-se a primeira mulher ordenada na Convenção Batista do Sul.

### Século 20 e questão racial
As consequências da decisão de se separar da Convenção Trienal e formar uma nova convenção em defesa da supremacia branca e da escravidão de pessoas afro-americanas duraram muito tempo. Uma pesquisa feita pela Home Mission Board da Convenção, em 1968, mostrou que apenas 11% de todas as igrejas da Convenção do Sul admitiriam americanos que fossem descendentes de africanos. Os batistas afro-americanos livres logo se juntaram para desenvolver suas próprias igrejas e associações para praticar sua forma distinta do cristianismo americano, longe das tentativas do controle branco.
A Convenção Batista do Sul não renunciou o uso da Bíblia como justificativa para tais questões até 20 de junho de 1995, durante a ressurgência conservadora, quando a Convenção publicou e adotou a "Resolução sobre a Reconciliação Racial., renunciando suas raízes racistas e se desculpando pela sua defesa da escravidão no passado.
Uma publicação secundária que incomodou muitas igrejas pró-escravatura no sul foi a percepção de que a Sociedade de Missões Domésticas, no passado, não apontou um número proporcional de missionários à região sul dos Estados Unidos. Esse foi provavelmente um resultado de a Sociedade não ter apontado donos de escravos como missionários.
A resolução adotada em 1995, se arrependendo do racismo, marcou o primeiro conhecimento formal da denominação de que o racismo tinha seu lugar em história no início. Atualmente, A Convenção possui um número crescente de igrejas etnicamente diversificadas.

### Século 21
A Convenção Batista do Sul tem crescido, saindo de suas raízes regionalistas para se tornar uma força maior no evangelicalismo americano e internacional. Há congregações da CBS em todos os estados e territórios dos Estados Unidos, ainda que a maioria esteja nos estados do sul, sua "fortaleza" tradicional.
O escopo nacional da Convenção inspirou alguns membros a sugerirem uma mudança no nome. Em 2005, propostas forma feitas na Reunião Anual da Convenção, sobre a mudança do nome, do que parecia muito regional '"Convenção Batista do Sul"' para algo que parecesse mais nacional, como "Convenção Batista Norte-Americana" ou "Convenção Batista das Escrituras" (para manter as iniciais, em inglês, SBC). As propostas foram derrotadas.
Em 2012, o pastor Fred Luter da Igreja Batista da Avenida Franklin tornou-se o primeiro presidente afro-americano da convenção.

## Estatísticas

### Membresia
De acordo com um censo da associação divulgado em 2023, ela disse que tinha 46,876 igrejas, 4,3 milhões em frequência semanal ao serviço e 12,722,266 membros.
A Convenção tem 1.200 associações locais e 41 convenções estaduais e sociedades, cobrindo todos os 50 estados e territórios dos Estados Unidos.

### Declínio nítido na quantidade de membros
Dados de fontes das igrejas e pesquisas independentes indicam que, desde 1990, o número de membros das igrejas da Convenção tem caído na proporção com a população estadunidense. No histórico, a Convenção cresceu até seu limite máximo em 2007, quando a membrasia decresceu em torno de 40.000 membros. Adicionalmente, os batismos dentro da Convenção diminuíram a cada ano, em sete dos últimos oito anos, e, com números de 2008, chegaram ao seu nível mais baixo desde 1987. Esse declínio no número de membros e batismos tem levado alguns pesquisadores da Convenção a descrevê-la como uma "denominação em declínio". Frank Page, ex-presidente da Convenção, declarou que se as condições atuais continuarem, metade das igrejas da Convenção fecharão as portas permanentemente em torno do ano 2030. Essa afirmativa é apoiada por uma pesquisa recente das igrejas da Convenção, que indicou que 70% de todas essas igrejas estão em declínio ou estão estacionadas em relação ao número de membros.
| Ano                                                            | Membros    |
| -------------------------------------------------------------- | ---------- |
| 1845                                                           | 350.000    |
| 1860                                                           | 650.000    |
| 1875                                                           | 1.260.000  |
| 1890                                                           | 1.240.000  |
| 1905                                                           | 1.900.000  |
| 1920                                                           | 3.150.000  |
| 1935                                                           | 4.480.000  |
| 1950                                                           | 7.080.000  |
| 1965                                                           | 10.780.000 |
| 1980                                                           | 13.700.000 |
| 1995                                                           | 15.400.000 |
| 2000                                                           | 15.900.000 |
| 2005                                                           | 16.600.000 |
| 2006                                                           | 16.306.246 |
| 2007                                                           | 16.266.920 |
| 2008                                                           | 16.228.438 |
| 2009                                                           | 16.160.088 |
| 2010                                                           | 16.136.044 |
| 2011                                                           | 15.978,112 |
| 2012                                                           | 15.872.404 |
| 2013                                                           | 15.735.640 |
| 2014                                                           | 15.499.173 |
| 2015                                                           | 15.294.764 |
| 2016                                                           | 15.216.978 |
| 2017                                                           | 15.005.638 |
| 2018                                                           | 14.813.234 |
| 2019                                                           | 14.525.579 |
| 2020                                                           | 14.089.947 |
| 2021                                                           | 13.680.493 |
| 2022                                                           | 13.223.122 |
| 2023                                                           | 12.982.090 |
| 2024                                                           | 12.722.266 |
| [ 31 ] [ 32 ] [ 33 ] [ 34 ] [ 35 ] [ 36 ] [ 37 ] [ 38 ] [ 39 ] |            |

## Teologia e prática
A perspectiva teológica geral das igrejas da Convenção Batista do Sul é representada na Mensagem e Fé Batista (em inglês, Baptist Faith and Message - BF&M). A primeira versão da BF&M era de 1925. Ela foi revisada significantemente em 1963 e novamente em 2000, sendo a última revisão sujeita a muita controvérsia. A BF&M não é considerada um "credo", tal como o Credo niceno-constantinopolitano . Os membros não têm que aderir a ela. As igrejas pertencentes à Convenção não têm que usá-la como "Declaração de Doutrina" (embora muitas o façam, em vez de criarem suas próprias Declarações). Embora a BF&M não seja um "credo", faculdades e seminários da Convenção e missionários que solicitam servir através das várias agências missionárias da Convenção devem "afirmar" que suas práticas, doutrina e pregação são consistentes com a BF&M.
A convenção reúne igrejas fundamentalistas e moderadas.

### Afirmações de Posicionamento
O site oficial da Convenção Batista do Sul lista dez "Afirmações de Posicionamento" sobre várias questões contemporâneas.

- O sacerdócio de todos os crentes - os leigos têm o mesmo direito que ministros ordenados à comunicação com Deus, interpretação das Escrituras, e ministração em nome de Cristo
- Competência da Alma - a responsabilidade de cada pessoa perante Deus.
- Credos e confissões - afirmativas de crença podem ser revistas à luz das Escrituras. A Bíblia é a palavra final.
- Mulheres no ministério - Mulheres participam em igualdade com os homens no sacerdócio de todos os crentes. Seu papel é crucial, sua sabedoria, graça e compromisso são exemplares. Mulheres são parte integral dos quadros dos Batistas do Sul, de faculdades, equipes missionárias, grupos de escritores e profissionais. O papel de pastor, contudo, é reservado especificamente para os homens.
- Igreja e estado - igreja livre num estado livre. Nenhum dos dois deve controlar os negócios do outro.
- Missões - Nós honramos os princípios nativos nas missões. Não podemos, no entanto, comprometer a doutrina ou abrir mão de quem somos para ganhar o favor daqueles que tentamos alcançar, ou daqueles com quem desejamos trabalhar.
- Autonomia da igreja local — Afirmamos a autonomia da igreja local.
- Cooperação - O Programa Cooperativo de missões é integral para a capacidade da Convenção.
- Sexualidade — Afirmamos o plano de Deus para o casamento e a intimidade sexual - um homem e uma mulher, para toda a vida. A homossexualidade não é um estilo de vida alternativo válido.
- Santidade de Vida  - No momento da concepção, um novo ser entra no Universo, um ser humano, um ser criado à imagem de Deus.

Em 2022, a Convenção aprovou uma resolução contra a teologia da prosperidade que considera ser uma distorção da mensagem da Bíblia e que explora os doentes e os pobres.

### Ordenanças
Os Batistas do Sul observam duas ordenanças: a Ceia do Senhor e o Batismo. A denominação faz distinção teológica entre suas "ordenanças" e o termo mais conhecido "sacramentos", já que este teria relação com a salvação das pessoas, e as "ordenanças" não.

#### A Ceia do Senhor
Os Batistas do Sul observam a Ceia do Senhor sem uma frequência estabelecida. Cada igreja local decide se a prática será mensal, quinzenal, etc. As igrejas tendem a usar copos individuais pequenos, ao invés de uma "taça comum". O suco de uva não-alcoólica é mais frequentemente servido que o vinho. Tanto o pão fermentado quanto o não-fermentado podem ser servidos, mas o não-fermentado é usado com mais frequência.

#### Batismo
Os Batistas do Sul mantêm a prática histórica batista de administrar o batismo somente a crentes. Eles também acreditam que deva ser administrado apenas aqueles que tenham atingido a "idade da responsabilidade", e que fizeram um compromisso pessoal com Jesus Cristo como Senhor e Salvador (cristãos). Eles também mantêm a crença histórica dos batistas de batizar por imersão. Os candidatos a serem membros numa igreja da Convenção deve já ser ou se tornar um cristão batizado. Algumas congregações da Convenção aceitam batismos prévios por imersão de outras denominações como válidos, considerando que foram efetuadas após um indivíduo ter aceitado Cristo para a salvação.

### Papéis baseados no gênero sexual
A Convenção votou, em 2000, revisar sua declaração de fé, conhecida como a Mensagem e Fé Batista (BF&M). Entre as mudanças notáveis estão duas afirmativas em relação a papéis dos gêneros sexuais tanto no ministério quanto no casamento. Embora visões similares tenham influenciado grupos batistas no passado, essas adições à Mensagem e Fé Batista representam a primeira vez que tais afirmações são integradas à declaração de fé de um grande grupo Batista nos Estados Unidos.

#### Pastorado
Citação: Enquanto tanto os homens quanto as mulheres têm o dom para o serviço na igreja, o ofício de pastor é limitado aos homens, como qualificado nas Escrituras. escreveu: «Tradução do Artigo VI. - A Igreja.»
Ao definir explicitamente o ofício pastoral como um domínio exclusivo masculino, a provisão da BF&M de 2000 se torna a primeira posição oficial da Convenção Batista do Sul contra o pastorado de mulheres.
As congregações locais autônomas não são obrigadas a adotar apenas pastores homens como posição teológica. Nem a BF&M e nem a Convenção proveem mecanismos para acionar a expulsão automática de congregações que adotem práticas ou teologias contrárias à BF&M. Contudo, ir contra o protocolo oficial Convenção sobre os gêneros, que a Convenção defende com bases bíblicas, deixa a congregação aberta a severas críticas e até mesmo penalidades posteriores. Algumas igrejas da Convenção, e que contrataram mulheres como pastoras, foram excluídas da sociedade e não são mais contadas como membros de associações locais de igrejas batistas. Cada vez menos desse tipo de expulsão vêm acontecendo nas reuniões anuais das convenções estaduais.
Embora essa linguagem de "pastores masculinos" seja nova na BF&M, ela não representa uma inovação no pensamento Batista do Sul. Quando houve a revisão dessa declaração doutrinária, em 2000, apenas 0,08% de todas as igrejas da Convenção eram pastoreadas mulheres. As restrições de gênero da BF&M desencorajam inerentemente o aumento dessa porcentagem. (Em contraste, 6.2% das igrejas da Sociedade Batista Cooperativa (CBF) e 9.1% das igrejas da (ABC-USA) são pastoreadas por mulheres.)

#### Casamento
A BF&M de 2000 descreve a família deste modo:
Citação: O marido e a esposa são de valor igual perante Deus, já que ambos forma criados à sua imagem. O relacionamento do casamento modela a maneira que Deus se relaciona com seu povo. Um marido deve amar sua esposa como Cristo amou a igreja. Ele tem a responsabilidade dada por Deus de prover, proteger, e liderar sua família. Uma esposa deve se submeter graciosamente à liderança servil de seu marido, como a igreja protamente se submete à autoridade de Cristo. Ela, estando na imagem de Deus, como é seu marido, e então igual a ele, tem a responsabilidade dada por Deus de respeitar seu marido e servir como sua auxiliadora em gerenciar os negócios domésticos e cuidar da geração seguinte. escreveu: «Tradução do Artigo XVIII. A Família.»

### Serviços de Adoração
A maioria dos Batistas do Sul observam uma forma de adoração em igreja baixa, que é menos formal e não usa uma liturgia estática. Os serviços de adoração geralmente seguem uma liturgia "revivificadora", incluindo: hinos; orações; canto coral, cantado por um côro, solista ou ambos; leitura das Escrituras; coleta de ofertas; um sermão; e um convite a responder ao sermão; Recentemente, muitas igrejas incorporaram vários instrumentos e estilos de música em seus serviços. As pessoas podem responder durante o convite, aceitando a Jesus Cristo como Senhor e Salvador, e começar no discipulado Cristão, entrar num ministério vocacional, juntar-se à igreja, ou fazer algum outro tipo de decisão pública.

## Política e organização
Como é fato entre a maioria dos batistas, a forma típica de governo dos Batista do Sul é congregacionalista: cada igreja local é autônoma, sem linhas formais de responsabilidade em níveis organizacionais de autoridades superiores. Diáconos de cada igreja são eleitos pela congregação. Em algumas congregações Batistas, os diáconos agem como um quadro de diretores ou comitê executivo autorizado a fazer decisões importantes, embora essas congregações geralmente retenham o direito de votar em decisões principais, tais como compra ou venda de propriedades, gastos maiores e a contratação ou demissão de pastores e outros ministros pagos.
Nas décadas recentes, muitas congregações têm alterado o papel dos diáconos, mudando o papel de "quadro de diretores" para responsabilidades pastorais e educação. Um modelo desse tipo é o "Deacon Family Ministry Plan" (Plano Diaconal de Ministério de Famílias), em que o número de famílias de uma igreja local é dividida entre o número de diáconos ativos. Cada diácono recebe a responsabilidade de prover auxílio pastoral e outras atenções espirituais às famílias designadas.
Devido ao fato de as igrejas batistas acreditarem fortemente na autonomia da igreja local, a Convenção é concebida como uma associação cooerativa, pela qual as igrejas podem agrupar recursos, ao invés de um órgão que tenha controle administrativo sobre as igrejas locais. Ela possui uma organização administrativa central em Nashville, Tennessee. O Comitê Executivo, como é chamado, não tem autoridade alguma sobre as convenções estaduais afiliadas, associações locais, igrejas individuais, nem membros. Ela exerce autoridade e controle sobre seminários e outras instituições cujo dono é a Convenção Batista do Sul.
A declaração de fé da Convenção, a Baptist Faith and Message, não é obrigatória para igrejas ou membros. Política e culturalmente, os Batistas do Sul tendem a ser conservadores. A maioria não bebe álcool e em geral eles se opõem ao aborto e direitos homossexuais, e votam nos Republicanos.
Há quatro níveis de organização da Convenção Batista do Sul: a congregação local, a associação local, a convenção estadual e a convenção nacional.

### Pastor e diácono
Geralmente, os batistas reconhecem somente dois ofícios através das Escrituras: o pastor-professor e o diácono. Na maioria das igrejas da Convenção, esses trabalhos são reservados para os homens, baseado na interpretação de certas passagens do Novo Testamento (I Tim 2:11-14, I Tim 3:1-13, e Tito 1:6-9).

### Congregação local
Toda congregação é independente e autônoma, exceto algumas "igrejas de missão". Assim, cada congregação local é livre para:
- associar-se ou desassociar-se da Convenção (e/ou de suas afiliadas) a qualquer momento
- determinar o nível de apoio que ela provê aos programas e/ou grupos da Convenção (embora, para se afiliar a uma associação local ou estadual, ou nacional, seja pedido um nível mínimo de ajuda/ofertas)
- conduzir seus próprios negócios internos (como contratar e demitir, determinar sua declaração doutrinária, e qualificações para membrasia, criar a ordem e formato dos seus serviços, e outros assuntos) sem aprovação de qualquer entidade superior

Certas congregações menores, chamadas de "igrejas de missão", são patrocinadas por uma ou mais congregações maiores ou associações Batistas. O objetivo comum é para que cada igreja de missão se torne auto-sustentável, e assim se tornar uma igreja independente e autônoma. Uma igreja de missão geralmente é criada para alcançar um grupo demográfico em particular, tal como residentes de uma nova localidade em desenvolvimento, um grupo étnico ou famílias jovens.

### Associação local
A maioria das congregações individuais escolhem se afiliar a associações batistas, que são, geralmente, organizadas dentro de certas áreas geográficas em um estado (como, por exemplo, um condado). O regra geral anterior era de que apenas uma associação deveria existir por área, que não cruzassem fronteiras estaduais (a menos que uma convenção estadual fosse formada por vários estados), e que não aceitassem igrejas de fora daquela área.
Por muitos anos, em particular nas áreas metropolitanas, várias associações batistas existiram dentro do mesmo condado. Enquanto alguns creem que a tomada conservadora da Convenção nos anos 80 tenha servido como catalisadora para muitas associações, o paradigma na Convenção existia antes de 1980.
O objetivo primário de muitas associações é o evengelismo e a plantação de igrejas (i. e., auxiliar igrejas a começar "igrejas de missão"). Mesmo com ministérios relacionados, tais como despensas de comidas ou centros de crises da gravidez, voluntários da associação e equipes que conduzem os ministérios frequentemente compartilham uma mensagem evangelística junto com o material de a assintência prática.
Uma associação não pode dirigir os assuntos das igrejas-membros, mas podem criar requerimentos para que continuem membros. Por exemplo, uma associação pode iniciar a "desassociação" (ou expulsão) de qualquer igreja com que ela discorde, geralmente em áreas de prática ou doutrina contenciosas, tais como: doutrina carismática; uma ordenação de uma mulher ao pastorado da igreja local ou aprovação da homossexualidade (tais como a ordenação, ou a "bênção"  de uniões de mesmo sexo de qualquer forma); ou aceitação de "imersão alienígena" (aceitação de membros de denominações cristãs que foram batizados com um método, tal como a aspersão, não consistente com o requerimento típico batista da imersão).
As reuniões da associação geralmente ocorrem anualmente. A associação é livre para definir o tempo e local, bem como determinar o número de delegados (chamados "mensageiros") que cada igreja pode enviar. A cada igreja é permitido um número mínimo; a prática geral é que (tanto a nível da associação quanto a níveis mais altos) igrejas maiores, que proveem mais apoio financeiro, têm direitos a mais mensageiros.

### Convenções estaduais
As congregações individuais e associações podem escolher se afiliar em convenções estaduais.
Com a exceção de Texas e Virgínia, que têm duas convenções, cada estado possui apenas uma. Alguns estados menores, em termos de número de congregações da Convenção, são afiliadas em uma convenção maior englobando vários estados.
Como é com as associações, o objetivo primário é o evangelismo e a plantação de igrejas. As convenções estaduais apoiam instituições educacionais, frequentemente de ensino secundário, e podem apoiar asilos e lares de crianças.
De forma semelhante às associações, a convenções estaduais não podem dirigir os assuntos individuais das igrejas mas podem definir requerimentos para a afiliação. Ela pode "desassociar" igrejas de acordo com seu julgamento. A convenção estadual geralmente se reúne anualmente, define o tempo e local, e determina o número de "mensageiros" (delegados) permitidos por igreja.

### Reunião Anual da Convenção Batista do Sul
A Reunião Anual da Convenção Batista do Sul consiste de representantes, chamados "mensageiros", das igrejas cooperantes. Eles se reúnem para conferir e determinar os programas, políticas e orçamento da Convenção. Cada igreja pode ser representada por até 10 mensageiros, sendo o número exato determinado pelo número de membros da igreja e das contribuições à organização nacional da Convenção.
A seguinte citação da Constituição da Convenção Batista do Sul explica a membrasia e a descrição dos "mensageiros" em cada reunião anual:
'Citação: 'Artigo III. Membrasia: A Convenção deverá consistir de mensageiros que são membros de igrejas Batistas missionárias cooperantes com a Convenção como a seguir:
1. Um mensageiro de cada igreja que (a) esteja em cooperação amistosa com a Convenção e simpática com suas propostas e trabalho. Entre as igrejas não em cooperação com a Convenção estão igrejas que agem em afirmar, aprovar ou endossar comportamentos homossexuais; e (b) tenha sido um contribuidor de boa-fé aos trabalhos da Convenção durante o ano fiscal anterior.
2. Um mensageiro adicional de cada igreja para cada duzentos e cinquenta membros; ou para cada US$250.00 pagos para o trabalho da Convenção durante o ano fiscal anterior à reunião.
3. Os mensageiros serão apontados e certificados pelas igrejas à Convenção, mas nenhuma igreja pode apontar mais que dez.
4. Cada mensageiro será um membro da igreja pela qual ele é apontado.

Artigo IV. Autoridade: Enquanto independente e soberana em sua esfera, a Convenção não reivindica e nunca tentará exercer qualquer autoridade sobre outra entidade Batista, seja igreja, organização auxiliar, nem convenção. escreveu: «tradução da Constituição da Convenção Batista do Sul»

## Organizações Afiliadas

### Agências Missionárias
A Convenção Batista do Sul foi organizada em 1845 primariamente para o propósito de criar uma junta missionária, para apoiar o envio de missionários Batistas. O North American Mission Board, ou NAMB (Junta Norte-Americana de Missões), (fundado como Junta de Missões Domésticas, e mais tarde como Junta de Missões em Casa), em Alpharetta, Geórgia, serve missionários envolvidos no evangelismo e plantação de igrejas nos EUA e Canadá, enquanto que a Junta de Missão Internacional, ou IMB (originalmente Junta de Missões do Exterior), em Richmond, Virgínia, patrocina missionários no resto do mundo. Em 2023, ela disse que tinha 3,511 voluntários.

### Southern Baptist Disaster Relief

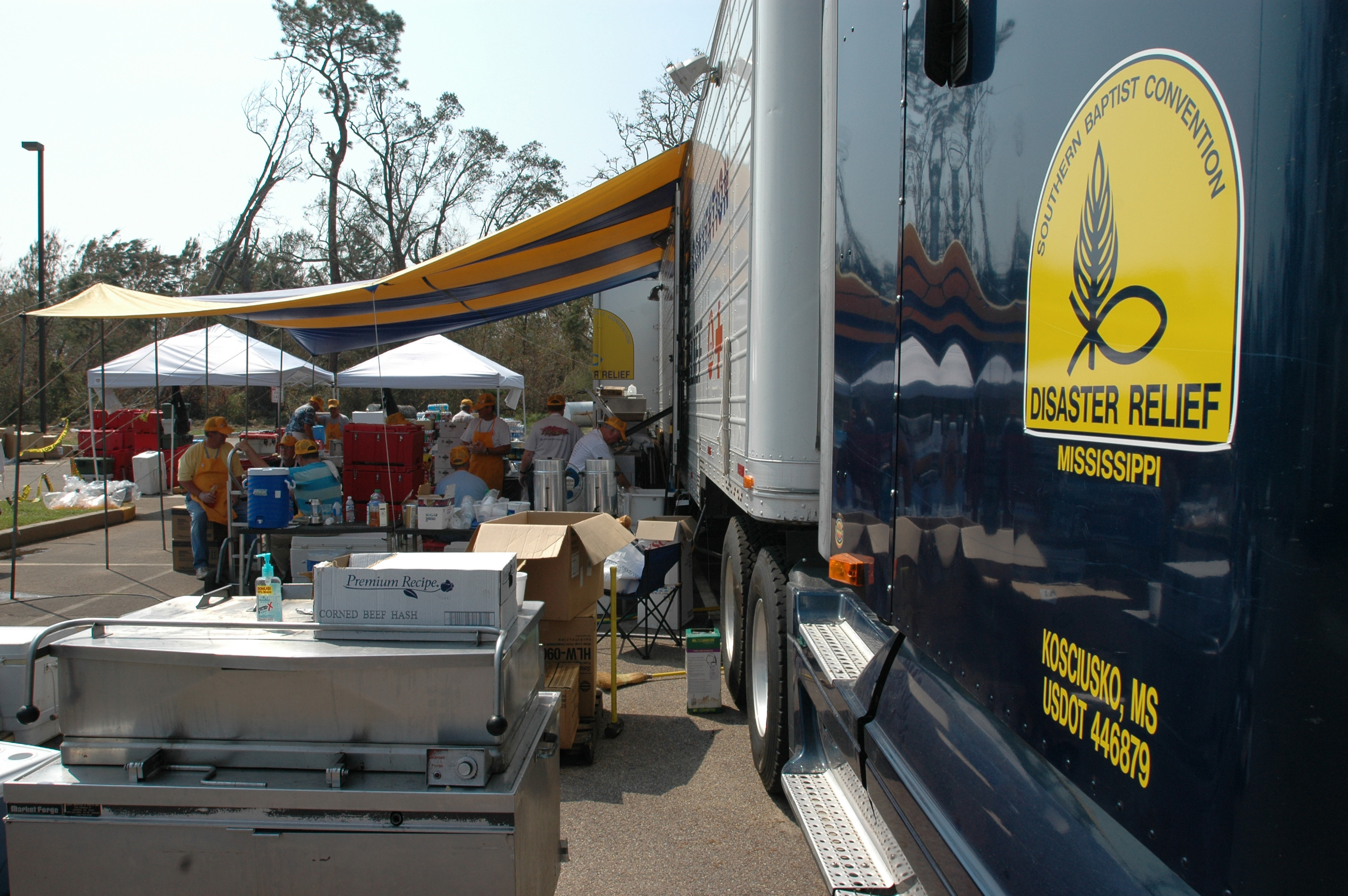
Voluntários da Southern Baptist Convention Disaster Relief preparam comida em D'Iberville (Mississippi), 12 de setembro de 2005.

Em 1967, ela fundou a organização humanitária Southern Baptist Disaster Relief. Em 2005, os voluntários atenderam a 166 desastres, prepararam 17.124.738 refeições, repararam 7.246 casas, e removeram ruínas de 13.986 quintais. O Alívio a Desastres Batista do Sul provê muitos diferentes tipos de ajuda: comida, água, cuidados infantis, comunicação, banhos, lavanderia, consertos, reconstruções, ou outros itens essenciais tangíveis que contribuem para a continuidade da vida após a crise - e a mensagem do Evangelho. Toda a assitência é dada a indivíduos e comunidades, de graça. As cozinhas voluntárias do Alívio a Desastres proveem mais de 80% da comida distribuída pela Cruz Vermelha em desastres principais. Os voluntários são facilmente reconhecidos em suas camisetas e chapéus de amarelo claro, e são frequentemente os primeiros a chegarem no evento do desastre.

### Escolas

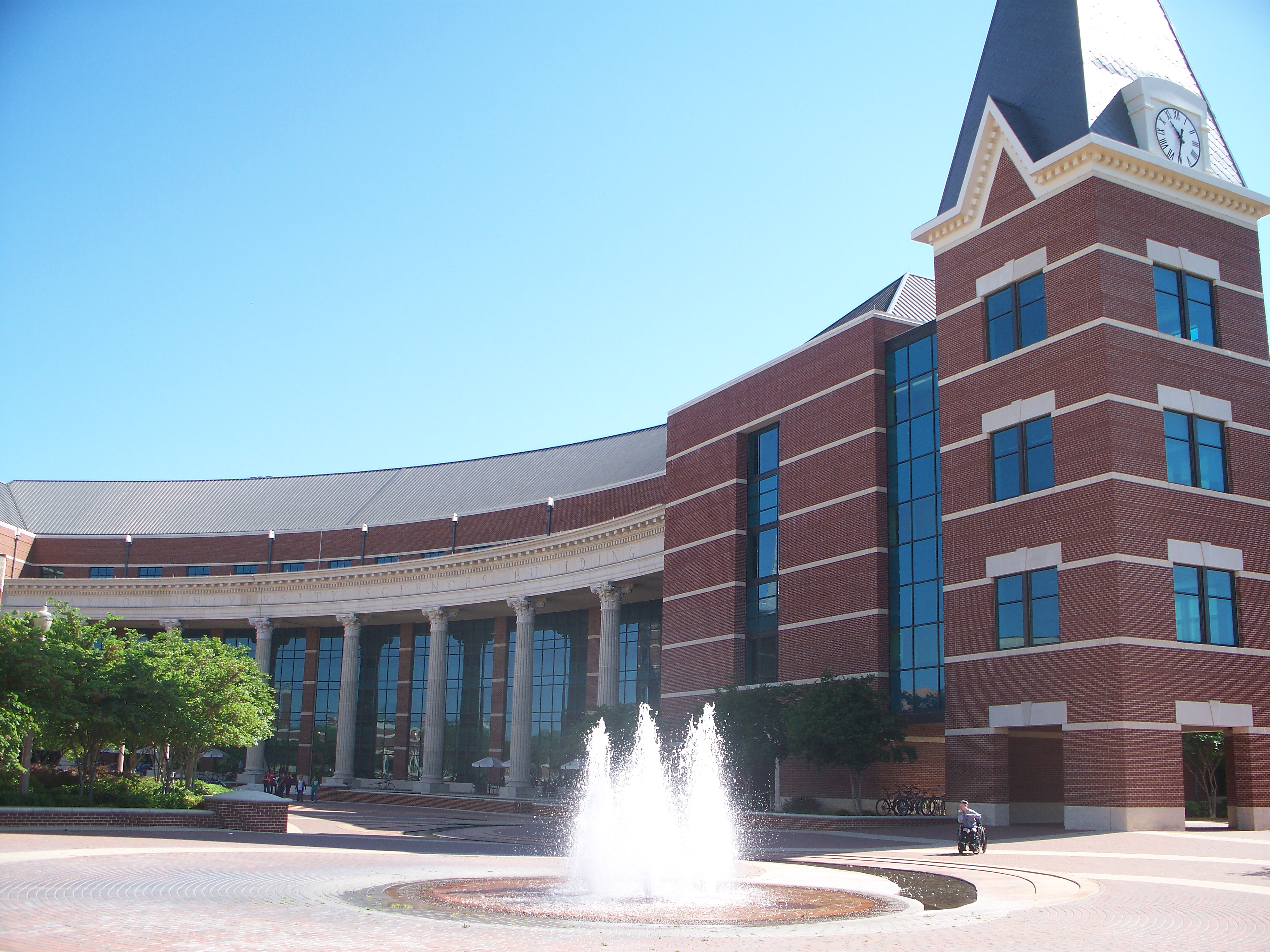
Faculdade de Ciências da Universidade de Baylor em Waco (Texas), afiliada à Convenção.

A convenção tem várias escolas primárias e secundárias afiliadas, reunidas na Associação Batista do Sul de Escolas Cristãs.
Ele também tem várias universidades afiliadas.
Ele tem 6 institutos teológicos.
- Golden Gate Baptist Theological Seminary, em Mill Valley, Califórnia
- Midwestern Baptist Theological Seminary, em Kansas City, Missouri
- New Orleans Baptist Theological Seminary, em New Orleans, Louisiana (fundado em 1916, o primeiro seminário criado diretamente pela Convenção)
- Southeastern Baptist Theological Seminary, em Wake Forest, Carolina do Norte
- Southern Baptist Theological Seminary, Louisville, Kentucky (fundado em 1859 em Greenville, Carolina do Sul, e o mais antigo dos seis)
- Southwestern Baptist Theological Seminary, Fort Worth, Texas

### Outras organizações da Convenção

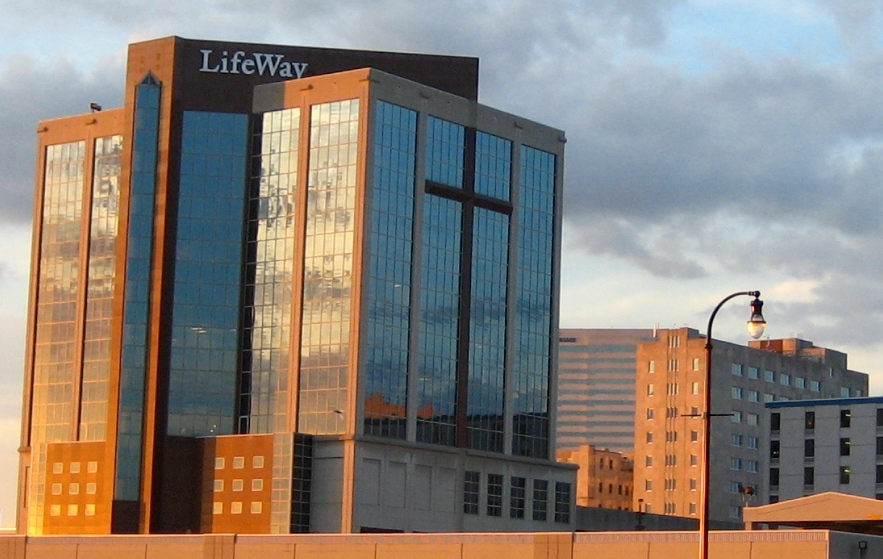
Antiga sede da Lifeway Christian Resources em Nashville, Tennessee.

- Homens Batistas em Missão (BMEN),[72] antigamente conhecido como Irmandade, a BMEN é a organização missionária masculina das Igrejas Batistas do Sul.
- Baptist Press[73] o maior serviço de notícias cristãs no país, foi fundado pela Convenção, em 1946.
- Guidestone Financial Resources[74] (fundado em 1920 como um Junta de Anuidades da Convenção Batista do Sul) existe para prover seguro, aposentadoria, e serviços de investimentos a pastores e empregados das igrejas e agências da Convenção. Passou por uma grave crise financeira nos anos 1930.
- LifeWay Christian Resources, fundado como a Junta Batista de Escola Bíblica Dominical em 1891, é uma das maiores casas publicadoras na América.[75]
- União Feminina Missionária, fundada em 1888, é um órgão auxiliar da Convenção, e auxilia na facilitação de duas grandes ofertas misisonárias anuais: a oferta Annie Armstrong Easter Offering (na Páscoa), e a Lottie Moon Christmas Offering (no Natal).

## Controvérsias
Durante sua História, a Convenção Batista do Sul teve vários períodos de importantes controvérsias internas. A falta de uma forma de governo hierárquico na denominação leva a própria denominação a exposições públicas de discórdias.

### Landmarkismo
Nas décadas de 1850-1860, o Landmarkismo, que levou à formação das Gospel Missions e da Associação Batista Americana em 1924, bem como muitas igrejas independentes não-afiliadas.

### Controvérsia de Whitsitt
A "Controvérsia de Whitsitt"(1896–1899), em que o Dr. William H. Whitsitt, professor no Southern Baptist Theological Seminary, publicou sua teoria de que os batistas ingleses não começaram a batizar por imersão até 1641, quando uma parte dos Anabatistas, como eram chamados, começaram a praticar a imersão.

### Controvérsia moderada-conservadora/fundamentalista
Em julho de 1961, o Prof. Ralph Elliott do Midwestern Baptist Theological Seminary em Kansas City, publicou um livro intitulado A Mensagem do Gênesis rejeitando a noção de inerrância bíblica.  Na década de 1970, outros professores de seminário da Convenção ficaram sob suspeita de cristianismo liberal. 
Em resposta a estes acontecimentos, um grupo de pastores liderado pelo juiz Paul Pressler e pelo pastor Paige Patterson fez campanha em conferências em igrejas por uma direção mais conservadora nas políticas da Convenção.  Este grupo conseguiu que seu candidato, Adrian Rogers, fosse eleito presidente da Convenção na reunião anual de 1979. Após esta eleição, os novos líderes da organização substituíram todos os líderes das agências Batistas do Sul por pessoas consideradas mais conservadoras. Seus iniciadores chamaram-no de "ressurgimento conservador", enquanto seus oponentes moderados o chamaram de "tomada de poder  fundamentalista". Em 1984, este grupo esteve fortemente envolvido na aprovação de uma resolução que excluía as mulheres da liderança pastoral. 
Em 1987, um grupo de igrejas criticou os fundamentalistas por controlar a liderança e fundou a Aliança dos Batistas. Em 1990, um grupo de igrejas  moderada criticou a denominação pelas mesmas razões, bem como a oposição ao ministério pastoral feminino, e fundou a Associação Batista Cooperativa em 1991.
Em 2019, após os escândalos de acusações de abuso sexual envolvendo o diácono Paul Pressler e os acobertamentos de abusos sexuais envolvendo a ex-presidente do Seminário Teológico Batista do Sudoeste, Paige Patterson, a escola retirou os vitrais que representavam os atores do ressurgimento conservador, localizados na capela MacGorman, inaugurado em 2011. 

### Pastorado Feminino
Em 1984, quando tinha cerca de 250 mulheres pastoras, a Convenção adotou uma resolução afirmando a exclusão das mulheres da liderança pastoral. Desde 1987, várias associações locais e convenções regionais têm excomungado igrejas que autorizaram o ministério pastoral feminino, sem a intervenção da Convenção sobre o assunto. Em 2000, a revisão da confissão de fé da Convenção afirmava que somente homens poderiam ser pastores. Em fevereiro de 2023, a Convenção excomungou pela primeira vez 5 igrejas que nomearam mulheres pastoras. A revista American Reformer estimou que a convenção teria 1.844 mulheres pastoras em 2023. Em junho de 2023, quando duas igrejas solicitaram uma revisão da decisão sobre este assunto, os representantes das igrejas presentes na convenção anual votaram 88% para manter esta decisão.

### LGBTQ
Desde 1992, a Convenção tem realizado excomunhões de várias igrejas em favor da inclusão LGBTQ, uma crença que contradiz a confissão de fé. Em 2018, a Convenção Batista do Distrito de Columbia também foi excomungada por esse motivo.

### Abuso sexual
Em fevereiro de 2019, um relatório revelou que, desde 1998, 400 pastores e outros obreiros supostamente abusaram sexualmente de mais de 700 vítimas. Em junho de 2019, a Convenção aprovou uma emenda constitucional para excomungar as igrejas que não reprimem os abusadores e autorizou a criação de um comitê para lidar com denúncias de abuso sexual. Após este relatório, em junho de 2022, adotou o estabelecimento de um banco de dados público listando os abusadores para combater o abuso.

### Teoria Crítica da Raça
Em 2020, muitas igrejas afro-americanas deixaram a denominação devido à recusa da liderança em reconhecer a teoria crítica da raça.

## Batistas do Sul Proeminentes
Esta lista não assume que todos estão ativos na Convenção, ou vivendo de acordo com os princípios dos Batistas do Sul. Os seguintes indivíduos famosos se identificaram como Batistas do Sul, em algum momento:

### Membros ativos
- Billy Graham, pregador e educador.
- Paul Washer, missionário e pregador itinerante.
- Franklin Graham, evangelista e missionário (filho de Billy Graham)
- Dr. Charles F. Stanley, pastor sênior da Primeira Igreja Batista de Atlanta e fundador dos Ministérios In Touch.
- Zach Johnson, golfista profissional[99]
- Jack Graham, Ex-President da Convenção Batista do Sul e atual pastor da mega-igreja Igreja Batista de Prestonwood.
- Britney Spears, cantora e compositora
- Mike Huckabee, ex-pastor da Convenção, governador do Arkansas, e candidato Republicano nas disputas primárias de 2008
- Duncan Hunter, congressista estadunidense do condado de San Diego
- Dakota Fanning - atriz infantil estadunidense, e sua irmã Elle Fanning
- Asa Hutchinson - governador do Arkansas desde 2015
- Ted Cruz - senador republicano pelo Texas.

### Ex-membros
- Bill Clinton, ex-Presidente dos Estados Unidos. Criado como Batista do Sul, mas deixou a Convenção devido a discórdias com suas posições.[100] Quando se tornou presidente em 1993, tornou-se membro da Igreja Metodista Unida Foundry em Washington, D.C. com sua esposa metodista.[101]
- Jimmy Carter, ex-Presidente dos Estados Unidos, diácono na Igreja Batista Maranatha em Plains, Geórgia. Carter deixou a Convenção por causa de suas doutrinas rígidas que não sustentavam mais crenças verdadeiras, embora permanecesse membro da Associação Batista Cooperativa, em 2000.[102]
- Al Gore, Vice-Presidente dos EUA (1993–2001); Candidato democrata em 2000. Gore foi criado como um Batista do Sul, mas como Carter e Clinton, deixou a Convenção formalmente em 2004 devido a seu desacordo com muitas das posições da SBC.[103]
- Brad Pitt- Ator norte-americano, atualmente agnóstico.
- Ben Cole, ex-pastor da Convenção e franco crítico do ambiente cada vez mais hostil dentro da Convenção em relação aos membros que não compartilham da visão dos líderes mais graduados da Convenção. O pastor Cole criou o site sbcoutpost.com, um recurso especial para pastores da Convenção frustrados com a liderança. Ben Cole anunciou oficialmente sua saída da Convenção em seu blog, no dia 11 de Julho de 2008.[104]
- Bill Moyers, cresceu como um Batista do Sul, tendo sido educado no Seminário Teológico Batista do Sudoeste. Agora é membro da The Riverside Church em New York, uma congregação com alinhamento duplo com os Batistas Americanos e a Igreja Unida de Cristo. Secretário de imprensa do presidente Lyndon Johnson, depois publicador do Newsday, e jornalista e comentarista de TV famoso (CBS e PBS).
- Beth Moore, evangelista dos Ministérios da Prova Viva, anunciou que estava deixando LifeWay e a Convenção Batista do Sul porque ela não mais se identificou com a herança da Convenção, mas permaneceu batista, em 2021.[105]
- Rick Warren, pastor da megaigreja Saddleback Church na Califórnia e autor de Uma vida com propósitos, foi excomungado da Convenção por contratar uma pastora.[106]

### Inline
1. 1 2 3  «Southern Baptists' Membership Decline Continues Amid Other Areas of Growth». 30 de abril de 2025. Consultado em 30 de abril de 2025
2. 1 2 3  «Fact box: The Southern Baptist Convention». Reuters. 10 de junho de 2008. Consultado em 6 de julho de 2010
3. ↑  The Concise Oxford Dictionary of World Religions. "Southern Baptist Convention." http://encyclopedia.com/doc/1O101-SouthernBaptistConvention.html
4. ↑  Pauline J. Chang, Southern Baptists Break Century-Old Relationship with Baptist World Alliance, christianpost.com, USA, 15 de junho de 2004
5. ↑  Baker, Robert A. "Southern Baptist Beginnings," 2001 Baptist History and Heritage Society. Online em: http://www.baptisthistory.org/sbaptistbeginnings.htm Arquivado em 18 de outubro de  2012, no Wayback Machine.
6. ↑  Christine Leigh Heyrman, Southern Cross: The Beginning of the Bible Belt", Chapel Hill: University of North Carolina Press, 1998, pp.10-18, 155
7. ↑  «The origins of the Southern Baptist Convention: a historiographical»
8. ↑  The Baptist Encyclopedia. Edited by William Cathcart. 2 Vols. Rev. ed. Philadelphia: Louis H. Everts, 1883. Accessible online: http://www.wmcarey.edu/carey/staughton/triennial.htm. Accessed 04–25–2007.
9. ↑  «First Baptist Church building landmark restoration». Arquivado do original em 11 de dezembro de 2013
10. ↑  McBeth, H. Leon. The Baptist Heritage: Four Centuries of Baptist Witness. Nashville: Broadman, 1987.
11. ↑   Larry G. Murphy, J. Gordon Melton, Gary L. Ward, Encyclopedia of African American Religions, Routledge, Abingdon-on-Thames, 2013, p. LXXIV
12. ↑  The American Baptist Convention and the Civil Rights Movement: Rhetoric and Response, Dana Martin, 1999, page 44.
13. ↑  See http://jsr.as.wvu.edu/2002/Reviews/moon.htm
14. ↑  See http://findarticles.com/p/articles/mi_m1058/is_n21_v112/ai_17332136
15. ↑  This Side of Heaven: Race, Ethnicity, and Christian Faith. Edited by Robert J. Priest and Alvaro L. Nieves. Oxford University Press, 2007, pp 275 and 339
16. ↑  Organized in 1832
17. ↑  See http://www.encyclopedia.com/doc/1G1-94160891.html.
18. ↑  «Southern Baptist Convention Tuesday Evening June 15, 1999»
19. ↑   Ashley Hayes, New Southern Baptist leader: Former street preacher, Katrina survivor, edition.cnn.com, USA, 20 de junho de 2012
20. ↑   Aaron Earls, Southern Baptists’ Membership Decline Continues Amid Other Areas of Growth, research.lifeway.com, 30 de abril de 2025
21. ↑   Southern Baptist Convention, Fast Facts About the SBC, sbc.net, USA, acessado em 5 de novembro de 2024
22. ↑  (PDF) https://web.archive.org/web/20140722132255/http://www.namb.net/atf/cf/%7BCDA250E8%E2%80%938866%E2%80%934236%E2%80%939A0C-C646DE153446%7D/RCS_Comparison_1990_2000.pdf. Arquivado do original (PDF) em 22 de julho de 2014 Em falta ou vazio |título= (ajuda)
23. ↑  «Título ainda não informado (favor adicionar)» (PDF). Arquivado do original (PDF) em 28 de outubro de 2008
24. ↑  «Título ainda não informado (favor adicionar)». Arquivado do original em 30 de abril de 2008
25. ↑  «Cópia arquivada». Consultado em 29 de janeiro de 2010. Arquivado do original em 13 de janeiro de 2010
26. ↑  «Título ainda não informado (favor adicionar)». Arquivado do original em 12 de outubro de 2008
27. ↑  «Título ainda não informado (favor adicionar)». Arquivado do original em 15 de junho de 2011
28. ↑  «Estatísticas da Convenção Batista do Sul de 2021». Consultado em 7 de fevereiro de 2023
29. ↑  «À medida que os batismos e as doações aumentam, os batistas do sul continuam diminuindo o número de membros». Consultado em 10 de maio de 2023
30. ↑  «O declínio do número de membros da Igreja Batista do Sul diminui, os batismos e a frequência aumentam». Consultado em 10 de maio de 2024
31. ↑  Pipes, Carol (7 de junho de 2016). «ACP: More churches reported; baptisms decline». Baptist Press. Southern Baptist Convention. Consultado em 28 de junho de 2016
32. ↑  «Southern Baptist Convention Statistical Summary – 2009» (PDF), BP news, consultado em 13 de fevereiro de 2011.
33. ↑  SBC Baptisms and Churches Increased in 2011, Membership Declined: 2011 ACP, Lifeway, consultado em 4 de julho de 2018, cópia arquivada em 16 de outubro de 2015.
34. ↑  Historical Statistics of the US, H805, 1976 (with 2005 estimate from Convention figures).
35. ↑  «SBC reports more churches, fewer people», Baptist Press, consultado em 21 de junho de 2015.
36. ↑  Southern Baptist numbers, baptisms drop, AJC, 24 de abril de 2008.
37. ↑  Resources, Carol Pipes, LifeWay Christian. «Report: Southern Baptist Churches up in 2016; Baptisms, Membership Decline - Word and Way» (em inglês). Consultado em 12 de junho de 2017
38. ↑  «ACP: Worship attendance rises, baptisms decline». Baptist Press. Consultado em 26 de junho de 2018
39. ↑  «Estatísticas da Convenção Batista do Sul de 2020» (PDF). Consultado em 8 de fevereiro de 2022
40. 1 2 3  Southern Baptist Convention, Baptist Faith & Message, sbc.net, USA, acessado em 20 de fevereiro de 2023
41. ↑   William H. Brackney, Historical Dictionary of the Baptists, Scarecrow Press, USA, 2009, p. 62
42. ↑   Corrie E. Norman, Donald S. Armentrout, Religion in the Contemporary South: Changes, Continuities, and Contexts, Univ. of Tennessee Press, USA, 2005, p. 80
43. ↑  «Afirmações de Posicionamento»
44. ↑  «O sacerdócio de todos os crentes»
45. ↑  «Competência da Alma»
46. ↑  «Credos e confissões»
47. ↑  «Mulheres no ministério»
48. ↑  «Church and state» (em inglês)
49. ↑  «Missions» (em inglês)
50. ↑  «Autonomy of local church» (em inglês)
51. ↑  «Cooperation» (em inglês)
52. ↑  «Sexuality» (em inglês)
53. ↑  «Sanctity of life» (em inglês)
54. ↑  Brandon Showalter, So. Baptists denounce prosperity gospel as ‘false teaching’ in resolution at annual meeting, christianpost.com, USA, 15 de junho de 2022
55. ↑  Age of Accountability:  the age at which a child is old enough to understand the moral consequences of his or her actions and can be held accountable for sins.
56. ↑  Aldon D. Morris and Shayne Lee. "The National Baptist Convention: Traditions and Contemporary Challenges." Available online: http://www.sociology.northwestern.edu/faculty/morris/docmorrislee-baptist.pdf Arquivado em 8 de agosto de  2007, no Wayback Machine. Northwestern University Website. Accessed 07–19–2007. Pages 27-38 contain a discussion of long-standing attitudes regarding gender and their relationship to ministry.
57. ↑  "Baptist General Convention position statement on The Family Unit - Adopted 1973." Available online: http://216.177.136.28/content/view/1533/69/ Baptist General Convention Website. Accessed 07–19–2007.
58. ↑  Campbell, Kristen. "Baptist Church Ousted for Hiring Woman Pastor." Religion News Service. Available online: http://www.beliefnet.com/story/202/story_20231_1.html Arquivado em 7 de novembro de  2007, no Wayback Machine. Accessed 09-26-2007
59. ↑  Tammi Reed Ledbetter. "SBC and Women Pastors, Comprehensive Report Does Not Sustain Inflated Statistics (October 2000)." Disponível online: http://www.baptist2baptist.net/b2barticle.asp?ID=228 Baptist 2 Baptist Website. Accessed 07-19-07
60. ↑  Campbell-Reed, Eileen R. and Pamela R. Durso. "Assessing Attitudes About Women in Baptist Life (2006)." Disponível online: http://www.bwim.info/index.php/html/main/welcome.html Arquivado em 26 de março de  2007, no Wayback Machine. Baptist Women in Ministry Website. Accessed 07-18-2007
61. ↑  «Modelos recentes de ministérios diaconais»
62. ↑  «Título ainda não informado (favor adicionar)» (PDF)
63. ↑  «Título ainda não informado (favor adicionar)» (PDF)
64. ↑  «Lista completa de convenções estaduais alinhadas à Convenção Batista do Sul»
65. ↑  "Tornando-se um Mensageiro da Igreja." http://www.sbcannualmeeting.net/sbc08/messenger.asp
66. ↑  «Sobre nós - Constituição»
67. ↑   IMB, Fast Facts, imb.org, USA, acessado em 5 de maio de 2023
68. ↑   Rebecca Wolford, Andy Beachum, Disaster Relief: The Public Face of the Southern Baptist Convention, baptistpress.com, USA, 1º de maio de 2017
69. ↑   Southern Baptist Association of Christian Schools, MEMBER SCHOOLS DIRECTORY, nacschools.org, USA, acessado em 22 de outubro de 2022
70. ↑   Southern Baptist Convention, Colleges and Universities, sbc.net, USA, acessado em 22 de outubro de 2022
71. ↑   Southern Baptist Convention, Theological Seminaries, sbc.net, USA, acessado em 22 de outubro de 2022
72. ↑  «Baptist Men on Mission»
73. ↑  «Baptist Press - News with a Christian Perspective»
74. ↑  «Guidestone Financial Resources»
75. ↑   Brenton Cross, Southern Baptist and Expository Preaching: Biblical Interpretation, Values, and Politics in Twentieth-Century America, Wipf and Stock Publishers, USA, 2021, p. 26
76. ↑   Samuel S. Hill, Charles H. Lippy, Charles Reagan Wilson, Encyclopedia of Religion in the South, Mercer University Press, USA, 2005, p. 51-52
77. ↑  «History of Kentucky Baptists — 1770-1922»
78. ↑   Pauline J. Chang, Commemorating Twenty Five Years of SBC’s Conservative Resurgence, christianpost.com, USA, 31 de março de 2004
79. ↑   Frances FitzGerald, The Evangelicals: The Struggle to Shape America, Simon and Schuster, USA, 2017, p. 264
80. ↑   David E. Anderson, Southern Baptists oppose women's ordination, upi.com, USA, 15 de junho de 1984
81. ↑   William H. Brackney, Historical Dictionary of the Baptists, Rowman & Littlefield, USA, 2021, p. 14
82. ↑   William H. Brackney, Historical Dictionary of the Baptists, Rowman & Littlefield, USA, 2021, p. 169
83. ↑   Richard Leigh Walker, Southern Baptists: Moderates Form Alternative Fellowship, christianitytoday.com, USA, 24 de junho de 1991
84. ↑   Bob Allen, Seminary removes stained glass windows celebrating conservative takeover of SBC, baptistnews.com, USA, 12 de abril de 2019
85. ↑   David E. Anderson, Southern Baptists oppose women's ordination, upi.com, USA, 15 de junho de 1984
86. ↑   David Roach, Tenn. assoc. disfellowships church with female pastor, baptistpress.com, USA, 20 de outubro de 2015
87. ↑   Erich Geldbach, Baptists Worldwide: Origins, Expansions, Emerging Realities, Wipf and Stock Publishers, USA, 2022, p. 116
88. ↑   Diana Chandler, EC removes six churches from cooperation including Saddleback Church, baptistpress.com, USA, 21 de fevereiro de 2023
89. ↑   Maya Yang, Southern Baptists expel Saddleback megachurch over female pastor, theguardian.com, UK, 22 de fevereiro de 2023
90. ↑   Kevin McClure, How many female pastors are in the sbc?, americanreformer.org, USA, 10 de junho de 2023
91. ↑  Michael Gryboski, SBC upholds ousting of Saddleback Church over woman teaching pastor, christianpost.com, USA, 14 de junho de 2023
92. ↑   Andrew J. Yawn, A Georgia church, kicked out of the SBC for allowing gay members, wants to make sure 'everybody’s welcome', usatoday.com, USA, 4 de abril de 2021
93. ↑  Roach, David (22 de maio de 2018). «SBC Ends Relationship with DC Convention». Baptist Press. Consultado em 28 de maio de 2018
94. ↑  Downen, Robert; Olsen, Lise; Tedesco, John (10 de fevereiro de 2019). «20 years, 700 victims: Southern Baptist sexual abuse spreads as leaders resist reforms». Houston Chronicle. Consultado em 11 de fevereiro de 2019
95. ↑  Phillips, Kristine; Wang, Amy B. (10 de fevereiro de 2019). «'Pure evil': Southern Baptist leaders condemn decades of sexual abuse revealed in investigation». Washington Post. Consultado em 31 de março de 2019
96. ↑  Greg Garrison, SBC adopts proposal that would disfellowship churches over sex abuse, al.com, USA, 11 de junho de 2019
97. ↑   Kate Shellnutt, Southern Baptists Overwhelmingly Approve Abuse Reforms, Public Database, christianitytoday.com, USA, 14 de junho de 2022
98. ↑   Sarah Pulliam Bailey, Michelle Boorstein, Several Black pastors break with the Southern Baptist Convention over a statement on race, washingtonpost.com, USA, 23 de dezembro de 2020
99. ↑  «Baptist Press». Arquivado do original em 5 de outubro de 2012
100. ↑  «O sermão de Bill Clinton sobre como ser um bom Cristão sem ser republicano - Beliefnet.com»
101. ↑   Paul Galloway, The President's Pastor, chicagotribune.com, USA, 10 de fevereiro de 1999
102. ↑   Somini Sengupta, Carter Sadly Turns Back On National Baptist Body, nytimes.com, USA, 21 de outubro de 2000
103. ↑   David Roach, Gore cites political will, claims scriptural mandate on environmental issues, baptistpress.com, USA, 31 de janeiro de 2008
104. ↑  «Exit Strategy» (em inglês)
105. ↑   Holly Meyer, 
Popular Bible teacher Beth Moore says she is no longer Southern Baptist, cuts ties with Lifeway, tennessean.com, USA, 9 de março de 2021
106. ↑   Kate Shellnutt, Southern Baptists Reject Rick Warren’s Saddleback Appeal, christianitytoday.com, USA, 14 de junho de 2023

### Geral